# Aeroporto di Deauville Saint-Gatien
L'aeroporto di Deauville-Saint-Gatien è un aeroporto francese che serve la città di Deauville, in Normandia.